# Mia Nygren
Mia Nygren (* 1960 in Schweden) ist ein schwedisches Model und Schauspielerin. Bekannt ist sie durch ihre Hauptrolle als Emmanuelle im Spielfilm Emmanuelle 4.

## Biografie
Mia Nygren begann im Jahr 1980 eine internationale Karriere als Model. Im August 1980 erschien sie auf dem Titelbild der amerikanischen Ausgabe des Magazins L’Officiel.
Im Jahre 1983 übernahm sie unter der Regie von Francis Leroi anstelle von Sylvia Kristel die Rolle als Hauptdarstellerin Emmanuelle Arsan im Spielfilm Emmanuelle 4.
Die Schauspieldebütantin Nygren war plötzlich als Fotomodel sehr gefragt. Das Magazin VSD stellte sie als „die neue Emmanuelle“ («la Nouvelle Emmanuelle») den französischen Lesern in ihrer Ausgabe 312 vor. Als neues Sexsymbol war sie weltweit auf Titelbildern zu sehen. Sie erschien auf den Titelbildern des französischen Männermagazins Lui, des niederländischen Magazins Aktueel, des deutschen Magazins High Society, des italienischen Magazins Albo Blitz und in den amerikanischen Männermagazinen Penthouse und Playboy. Der Japaner Hogara Iketani widmet ihr ein Fotobuch.
Die Filmkarriere von Mia Nygren war nur kurzlebig. Die Figur Emmanuelles  blieb mit Sylvia Kristel verbunden, und im Jahr 1987 übernahm die Amerikanerin Monique Gabrielle diese Rolle.
Mia Nygren war nur im Jahre 1988 nochmals im Kino zu sehen, wo sie an der Seite von Jon Finch und Sonja Martin die Hauptrolle der Annabel im  deutschen Erotik-Thriller Plaza Real unter der Regie von Herbert Vesely übernahm.

## Filmografie
- 1984: Emmanuelle 4
- 1987: Plaza Real

## Fotografien
- August 1980: L'Officiel (USA), Cover
- Oktober 1983: Aktueel (Niederlande), Cover
- Dezember 1983: Lui (Frankreich), Cover
- 1983: VSD, n° 312 la Nouvelle Emmanuelle , Cover
- Januar 1984: High Society (Deutschland), Januar 1984 (Cover)
- Januar 1984: Penthouse (USA)
- Februar 1984: Lui (Italien), Cover
- 1984: Film Illustrierte (Deutschland), Cover
- 1984: Mia Nygren photobook von Hogara Iketani, 80 Seiten, éditions scholar, Cover
- 1984: Albo Blitz (Italien), n°19, Cover
- 1984: Albo Blitz (Italien), n°41
- Juni 1984: Playboy (USA), Emmanuelle IV
- August 1984 Video 7 (Frankreich), Cover
- November 1984: Playmen (Italien)
- Dezember 1984: Playboy (USA), Sex Stars Of 1984
- Mai 1985: Oui (USA), Mona Mia
- 1985: High Society (Deutschland), HS n° 1  Special booklet : 100 Weltstars nackt
- Oktober 1985: Panther (Italien), Cover
- 1987: Skorpio (Italien), n°38, Cover
- Februar 1988: Moviestar (Deutschland), Cover[2]